# Harry Giese

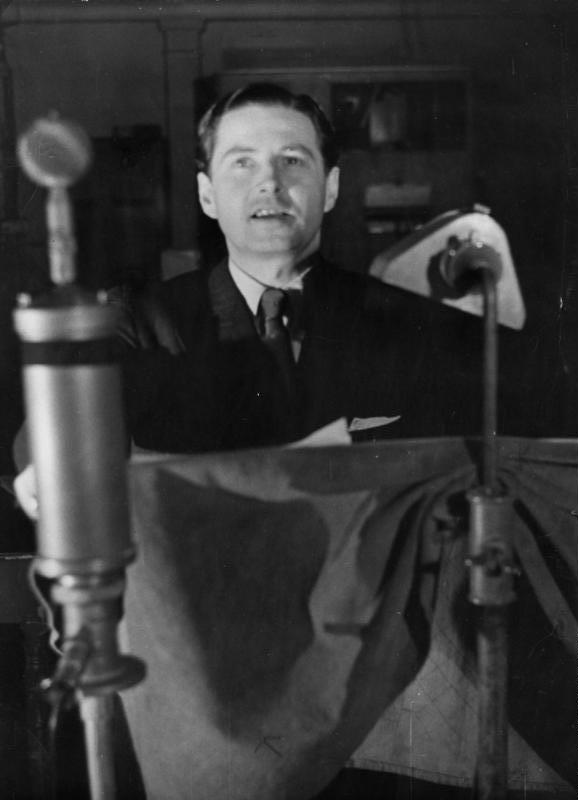
Harry Giese narrando uma edição do Die Deutsche Wochenschau em 1941

Harry Giese (Magdeburg, 2 de março de 1903 — Berlim, 20 de janeiro de 1991) foi um ator, dublador e narrador alemão.
Giese começou sua carreira no teatro com 18 anos. Após participar de apresentações em Magdeburg, Meiningen, Aachen e Hamburgo, foi para Berlim na década de 1930. Lá participou de peças no Neues Schauspielhaus e na Komödienhaus.
Ele foi a voz alemã de vários atores, incluindo John Boles, Franchot Tone, Robert Montgomery, Douglas Fairbanks, Jr. e John Loder. 
Após o começo da Segunda Guerra Mundial, trabalhou para o noticiário Die Deutsche Wochenschau. Também desempenhou o papel de narrador em filmes de propaganda como Der ewige Jude.
Após narrar o último noticiário (número 755) em março de 1945, as forças aliadas consideraram Harry como um ajudante no processo de desnazificação, tendo em conta que ele nunca se tornou membro do Partido Nazista. Em 1947, voltou a trabalhar como dublador em Berlim Ocidental.
Morreu de causas naturais em 1991.